# Aeshna frontalis
Aeshna frontalis – gatunek ważki z rodzaju Aeshna i rodziny żagnicowatych (Aeshnidae). Występuje w Chinach; stwierdzono go w prowincji Jiangxi w południowo-wschodniej części kraju.